# Дундич Олеко
Олеко Дундич (серб. Алекса Дундић, хорв. Aleksa Dundić; австрійське ім'я Тома, відомий під псевдонімами Іван і Олеко; в літературі Олеко; нар. 13 квітня 1896 або 12 серпня 1897, с. Грабовац, Королівство Далмація, за іншою версією час і місце народження точно не відомі — пом. 8 липня 1920, Рівне) — за однією версією сербський, за іншою версією — хорватський революціонер, учасник Першої світової війни, громадянської війни в Росії та війни проти УНР в складі більшовицької Росії.

## Біографія
У ранній біографії Дундича є багато неясного: так, не можна точно стверджувати час і місце його народження, чи є справжніми прізвище Дундич та ім'я Олеко, а також національність і віросповідання. В одних джерелах його називають сербом, в той же час в інших він фігурує як хорват. За походженням — православний серб, з сербських сільських мешканців, родом з Королівства Далмація Австро-Угорської імперії. Третє, найбільш пізнє, джерело констатує повну неясність його ранньої біографії, в тому числі місце і час народження, справжнє ім'я та прізвище, називаючи його сербом і не зачіпаючи віросповідання
Народився в селянській родині, у 12 років виїхав до Південної Америки, де 4 роки працював погоничем худоби в Аргентині та Бразильській республіці. На початку Першої світової війни мобілізований на службу рядовим в Австро-угорську армію.
Служив унтер-офіцером у гусарському кавалерійському полку, потім у 70-му піхотному полку Австро-Угорщини. Полк складався в основному з мешканців боснійської області Срем, а його бійці називалися зібцігерами (нім.) — семидесятниками.
Дундич — чемпіон австро-угорської армії 1914 року серед унтер-офіцерів з фехтування. Воював у Першій світовій війні на російському фронті. Потрапив у російський полон під Луцьком у травні 1916 року.
У полоні вступив до добровольчого сербського загону Російської імператорської імперії. Отримав чин підпоручика. Після Лютневої революції став на бік більшовиків, вступив у РСДРП (б).

## Громадянська війна
Влітку 1917 року вступив до Червоної гвардії (ймовірно в Одесі). У березні 1918 року очолив партизанський загін на Донбасі в районі Бахмута, який потім влився в Морозівсько-Донецьку дивізію червоноармійських військ, що відступала до Царицина. Брав участь в обороні Царицина у складі Інтернаціонального батальйону, потім у кавбригаді Крючковського.
В РСЧА служив у кавалерії, з 1919 року в Особливій Донський кавдивізії С. М. Будьонного, потім в 1 кінному корпусі Першої кінної армії. Був помічником командира полку, командир кавалерійського дивізіону при штабі Першої кінної. З червня 1920 року помкомандира 36 полку 6 кавдивізії.
За легендами, які про нього стали складати ще за життя, Дундич відрізнявся неймовірною хоробрістю. Цю особливість Дундича відзначили Ісаак Бабель у циклі оповідань «Конармія» і Олексій Толстой в романі «Ходіння по муках» (книга 3, «Похмурий ранок»).
Загинув у ході польсько-радянської війни при штурмі міста Рівне Першою кінною армією на території, що потім відійшла (до 1939 року) Польській Республіці.

## Нагороди
Був нагороджений Орденом Червоного Прапора та Почесною революційною золотою зброєю.

## Пам'ять
- Похований у місті Рівне. Його могила в Центральному міському парку ім. Шевченка є одночасно і пам'ятником. Після прийняття у 2015 році Верховною Радою України пакету законів про декомунізацію, у 2017—2018 рр. планувався демонтаж пам'ятника, ексгумація рештків Олека Дундича й перенесення їх до цвинтаря, але у запланований термін ніяких робіт не відбулося[8][9]. 26 листопада 2019 року було повідомлення про знищення погруддя на могилі невідомими[10][11]. 9 червня 2022 року пам'ятник, від якого залишився лише постамент, остаточно демонтували, а рештки Дундича перепоховали на Дубенському кладовищі[12].
- На честь Олека Дундича названі вулиці в Росії та тимчасово окупованих населених пунктах України.

### У мистецтві
- «Олеко Дундич», фільм 1920 року, знятий режисером Володимиром Касьяновим.
- За мотивами п'єси в 1958 році на студії ім. М. Горького режисером Леонідом Луковим був знятий фільм «Олеко Дундич».
- Образ Дундича-кінармійця використаний також у фільмах «Перша кінна» (1984) і «Ходіння по муках» (1977).
- Драматурги Ржешевський і М. Кац написали п'єсу «Олеко Дундич». П'єса була поставлена в декількох театрах, у тому числі в 1942 році у фронтовій бригаді театру ім. Євг. Вахтангова.
- У СРСР видавництвом «ІЗОГІЗ» була випущена листівка з зображенням О. Дундича.
- У 1975 році була опублікована повість Володимира Богомолова «За ваше завтра», головним героєм якої є Олеко Дундич. Автор припускає, що Олеко Дундич є сербом і обігрує назву його національності: серб — серп[13].
- Згадка про смерть Олеко Дундича є у повісті «Червоні шаблі» радянського письменника Леоніда Жарікова.